# キスゲ平園地
キスゲ平園地（きすげだいらえんち）は、栃木県日光市所野に位置する環境学習や観光拠点を目的とした施設。霧降高原スキー場の設備を撤去した跡地に遊歩道を整備し2015年4月に開園した。

## 概要

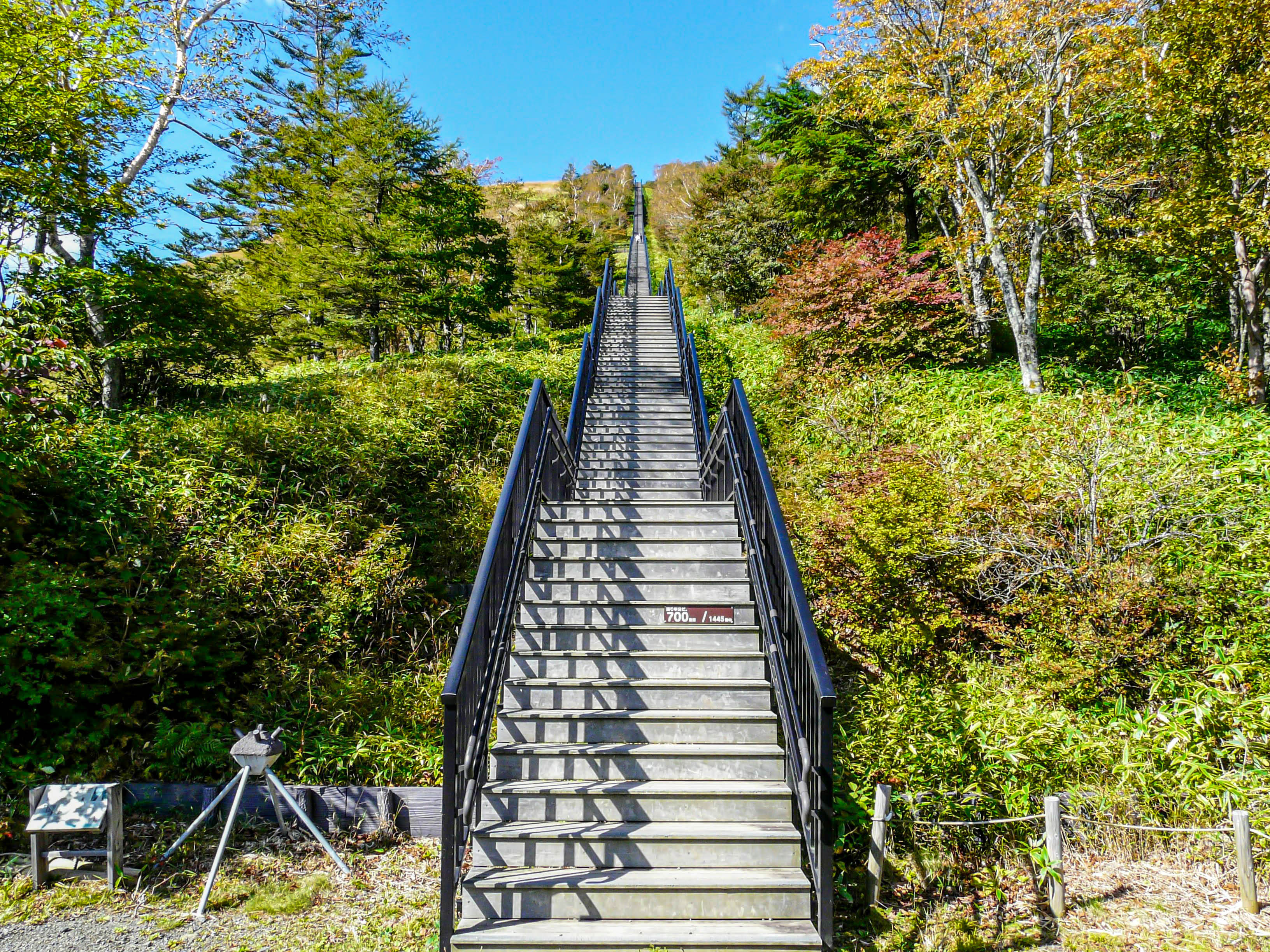
小丸山展望台まで真っ直ぐ伸びる階段（遊歩道に設置の1445段の階段のうち残り約700段）

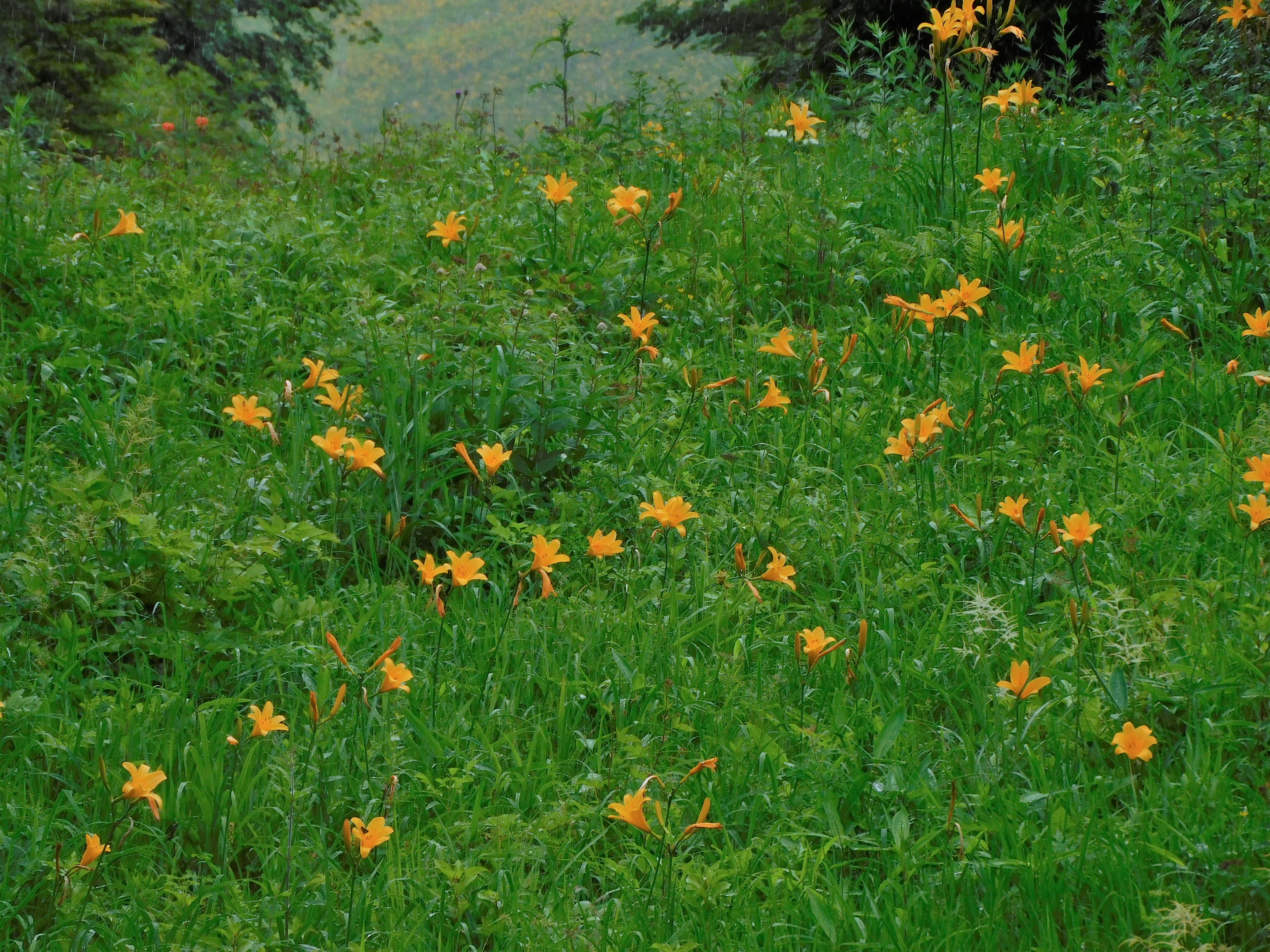
キスゲ平のニッコウキスゲ群落

キスゲ平は、標高1,300ｍ～1,600ｍの赤薙山の中腹に広がる高原で、キスゲ平から小丸山山頂までは、周辺の丸山や赤薙山への登山道も兼ねる。従来の駐車場近くに、木造2階建てのレストランなどを備えた高原レストハウスを新築し、小丸山までのリフトの跡地には遊歩道が設けられた。高原レストハウスからキスゲ平園内の中腹までは、車椅子でも周回できるよう、ゆるやかな勾配の遠路も整備されている。芝生広場も整備されたほか、途中には休憩所や、荒天時対応の避難小屋も設置されている。南東斜面のため、初日の出スポットとしても有名である。
春から秋まで、100種類を超す花が咲き、3月下旬にマンサク、4月 - 6月にカタクリ、ツツジ類、6月中旬 - 7月にニッコウキスゲの群落などが見られる。

## 施設
- 駐車場 - 普通車164台、大型バス8台、障害者用5台が駐車可能[6]。
- 霧降高原レストハウス[6]
  - 1階 - 休憩コーナー、自然情報などの展示コーナー、売店、トイレなど
  - 2階 - レストラン「日光霧降珈琲」、無料休憩所、コインロッカー
- 天空回廊 - レストハウスから小丸山展望台までの高低差240 mの遊歩道に、1,445段の階段が整備されている[6]。

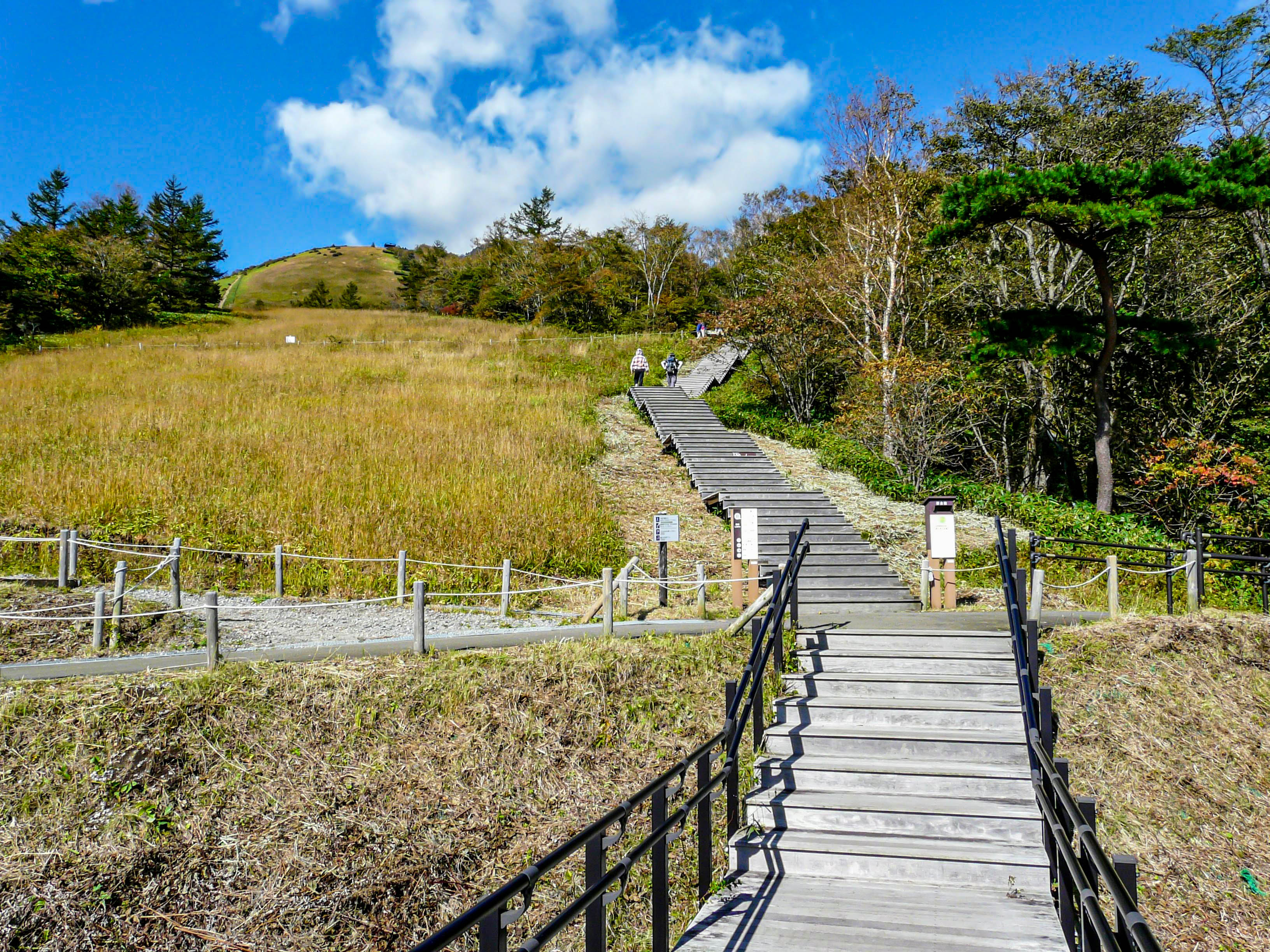
レストハウスから遊歩道を望む
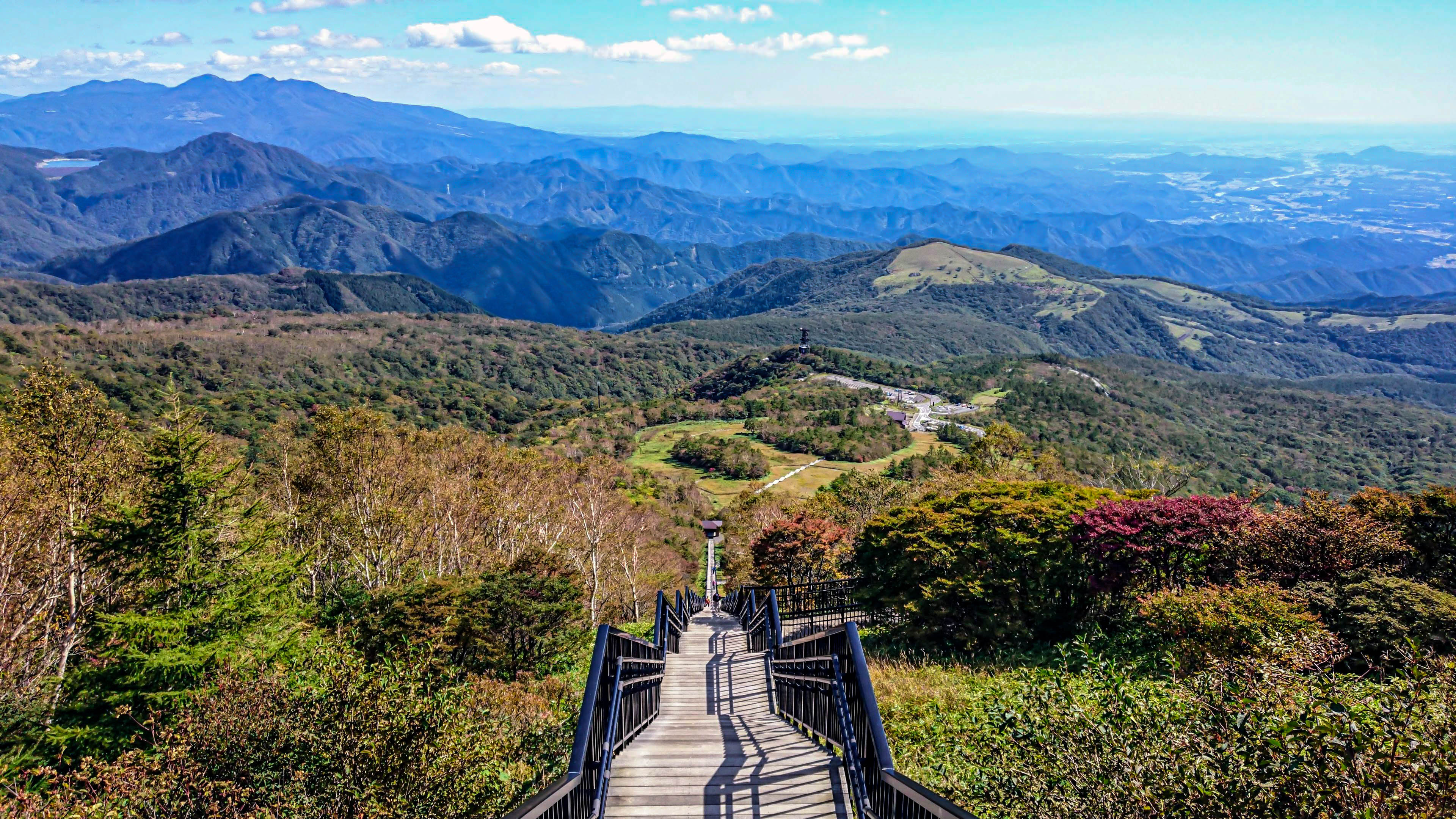
遊歩道最上段からの光景

## 霧降高原スキー場（閉鎖）
霧降高原スキー場（きりふりこうげんスキーじょう）は、栃木県日光市の霧降高原にかつて存在した市営スキー場である。
1965年（昭和40年）開設、関東平野を望む急斜面のスキー場だがコース幅は広く、下部はファミリー向きであった。
ニッコウキスゲの名所であるキスゲ平でもあるため、2004年のスキー場廃止後も夏季にはリフトが運行されていたが、老朽化のため2010年8月31日に廃止された。

### 施設
- シングルリフト4本[8]

うち1本は第2駐車場やバス停からの移動用であった。
人工降雪機も設置されていた。
- 売店はコース下に1箇所。

コース
コースは4コースあり、最長滑走距離は1,000メートル、最大傾斜は36度（小丸山ゲレンデ）であった。
上級コース・小丸山ゲレンデは山頂付近にあり、周りに風除けがないため雪が定着しにくかった。
全盛期には廃止時のコースの下にもう1本コースが存在した。その旧コースの一部分は後に幼児用のソリゲレンデとして利用されていた。